# Bert Patenaude
Bertrand Arthur "Bert" Patenaude (Fall River, Massachusetts; 4 de noviembre de 1909-Ibidem, 4 de noviembre de 1974) fue un futbolista estadounidense de ascendencia canadiense-francesa que jugaba como delantero. 
Aunque está en disputa, él es ahora oficialmente acreditado por la FIFA como el primer jugador en la historia en marcar un triplete en una Copa Mundial de Fútbol.

## Trayectoria
Nacido en Massachusetts en 1909, Patenaude comenzó a jugar en las ligas locales competitivas en su ciudad natal de Fall River, Massachusetts. Su primer equipo fue el Philadelphia Field Club de la American Soccer League en 1928. Patenaude registró 8 partidos y anotó 6 goles. Luego fue transferido al J&P Coats y solamente jugó un partido. Fichó por el Fall River F.C. donde fue figura y goleador del equipo. En su tiempo en el equipo de Fall River, fue campeón de la National Challenge Cup en 1931. También, tuvo un breve paso por los Newark Americans. En 1931, Fall River se fusionó con el New York Soccer Club y dio origen a los New York Yankees. Su antecedente más destacado por los 'Marksmen', había marcado cinco goles en la goleada de su equipo 6-2 ante los Bricklayers and Masons F.C., encuentro válido por la National Challenge Cup 1931. Posteriormente, escaló en los New York Giants.
En 1933 volvió a la actividad jugando por los Philadelphia German-Americans. Al año siguiente, viajó a San Luis para actuar en el St. Louis Central Breweries F.C.. Con el club ganó la National Challenge Cup en 1935. Acabó su carrera jugando por el Philadelphia Passon en 1936.

## Selección nacional
Bert Patenaude jugó 4 partidos con la selección estadounidense. Fue parte de la selección de aquel país en la primera Copa Mundial de Fútbol de 1930 realizada en Uruguay. Patenaude anotó el tercer gol en la victoria ante Bélgica, marcó un "hat-trick" en la victoria sobre Paraguay por 3-0. Hasta 2006, se decía que el segundo gol norteamericano ante los paraguayos había sido acreditado a Tom Florie, después de tantas discusiones, la FIFA reconoció a Patenaude como el primer futbolista en anotar un "hat-trick" en una Copa del Mundo. Jugó en la derrota en semifinales ante Argentina, y después del Mundial disputó un amistoso frente a Brasil, Patenaude anotó 2 goles, sin embargo, Estados Unidos perdió 3-4, partido jugado en Río de Janeiro.

### Goles en la selección estadounidense
| # | Fecha                | Lugar                                           | Rival    | Marcador | Resultado | Competición  |
| - | -------------------- | ----------------------------------------------- | -------- | -------- | --------- | ------------ |
| 1 | 13 de julio de 1930  | Estadio Parque Central, Montevideo, Uruguay     | Bélgica  | 3–0      | 3–0       | Mundial 1930 |
| 2 | 17 de julio de 1930  | Estadio Parque Central, Montevideo, Uruguay     | Paraguay | 1–0      | 3–0       | Mundial 1930 |
| 3 | 17 de julio de 1930  | Estadio Parque Central, Montevideo, Uruguay     | Paraguay | 2–0      | 3–0       | Mundial 1930 |
| 4 | 17 de julio de 1930  | Estadio Parque Central, Montevideo, Uruguay     | Paraguay | 3–0      | 3–0       | Mundial 1930 |
| 5 | 17 de agosto de 1930 | Estádio das Laranjeiras, Río de Janeiro, Brasil | Brasil   | 2–1      | 4–3       | Amistoso     |
| 6 | 17 de agosto de 1930 | Estádio das Laranjeiras, Río de Janeiro, Brasil | Brasil   | 4–2      | 4–3       | Amistoso     |

### Participaciones en Copas del Mundo
| Mundial                        | Sede    | Resultado    | PJ | Goles |
| ------------------------------ | ------- | ------------ | -- | ----- |
| Copa Mundial de Fútbol de 1930 | Uruguay | Tercer lugar | 3  | 4     |

## Clubes
| Club                          | País           | Año         |
| ----------------------------- | -------------- | ----------- |
| Philadelphia Field Club       | Estados Unidos | 1928        |
| J&P Coats                     | Estados Unidos | 1928        |
| Fall River F.C.               | Estados Unidos | 1928 - 1930 |
| Newark Americans              | Estados Unidos | 1930        |
| Fall River F.C.               | Estados Unidos | 1930        |
| New York Yankees              | Estados Unidos | 1931        |
| New York Giants               | Estados Unidos | 1931 - 1932 |
| Philadelphia German-Americans | Estados Unidos | 1933 - 1934 |
| St. Louis Central Breweries   | Estados Unidos | 1934 - 1935 |
| St. Louis Shamrocks           | Estados Unidos | 1935 - 1936 |
| Philadelphia Passon           | Estados Unidos | 1936        |

## Palmarés

### Campeonatos nacionales
| Título                  | Club                        | País           | Año  |
| ----------------------- | --------------------------- | -------------- | ---- |
| National Challenge Cup  | Fall River F.C.             | Estados Unidos | 1931 |
| National Challenge Cup  | St. Louis Central Breweries | Estados Unidos | 1935 |
| St. Louis Soccer League | St. Louis Central Breweries | Estados Unidos | 1935 |

### Distinciones individuales
| Distinción                   | Año  |
| ---------------------------- | ---- |
| National Soccer Hall of Fame | 1971 |